# Кривань
Кривань (словац. Kriváň, нім. Krummhorn, Ochsenhorn, угор. Kriván) — вершина заввишки 2494 м в південно-західній частині Високих Татр на Словацькій стороні.
Кривань належить до Великої Корони Татр.

## Історія
Кривань до 1793 року мали за найвищу вершину в Татрах. Перші згадки про вершину датуються 1761 і 1770 р. , але імена скорювачів невідомі. Найвмовірніше, ці люди були пов'язані з видобутком золота або антимоніта в шахтах на схилах Криваня (на висоті до 2100 м), що побутували в XV ст.
Певно відомо про скорювача Андре Йонаса Чірбеша з провідниками 4 серпня 1772 р.
У 1805 році вершину скорив Станіслав Сташиць. Ще відомо, про скорювача Криваня короля Саксонії 4 серпня 1840 р. Рік потому, угорські альпіністи поставили на вершині обеліска, що простояв до 1861 року.
Перші взимку на вершину зійшли 12 квітня 1884 Якоб Ховей і Теодор Вундт.

## Кривань у культурі

Герб соціалістичної Словаччини (1960–1990) і герб Словацької Соціалістичної Республіки (1969–1990): великий вогонь, що горить на вершині гори, котрий символізував Словацьке національне повстання в 1944 році.

16 серпня 1841 Кривань скорили активісти словацького національного відродження Людовит Штур і Міхал Мілослав Ходза. Власне З цього року на вершину Криваню справляли патріотичні національні виходи, в котрих спілкували перші прихильники незалежності, патріоти й творці словацької культури. Національні виходи організовоють щороку 16 серпня або найближчі вихідні, де на вершину виходять 500 осіб одночасно.
Микола Васильович Гоголь згадує гору Кривань (Криван) у повісті "Страшна Помста" як місце дії ключової легенди повісті - саме з Кривані козак Іван вічно споглядає муки побратима-зрадника козака Петра.
Кривань з 1935 — національна гора словаків. Вершина згадується в гімні Словаччини, а ще зображена на гербі Словацької Соціалістичної Республіки (Вічний вогонь на тлі гір), а з 1 січня 2009 року на монетах Словаччини номіналом в 1, 2 і 5 центів.
У 1967 році, після опитування визнали, що це найгарніша вершина Словацьких Татр. Казимеж Пшерва-Тетмаєр написав про вершину новелу (що ввійшов в цикл оповідань «На скелястому Підгаля»). У 1973 р. польська фольк-рок група Skaldowie випустила альбом під назвою Krywań, Krywań з однойменною піснею, яка звучала в фільмі «Операція Самум».
Текст пісні:
Hej Krywaniu, Krywaniu wysoki!
Płyną, lecą spod ciebie potoki!
Tak się leją moje łzy, jak one,
hej łzy moje, łzy niezapłacone…
Hej Krywaniu, Krywaniu wysoki!
Płyną, lecą nad tobą obłoki!
Tak się toczy moja myśl, jak one,
hej te myśli, te myśli stracone…
Hej Krywaniu, Krywaniu wysoki!
Idzie od cię szum lasów głęboki,
a mojemu idzie żal kochaniu,
hej Krywaniu, Krywaniu, Krywaniu!…

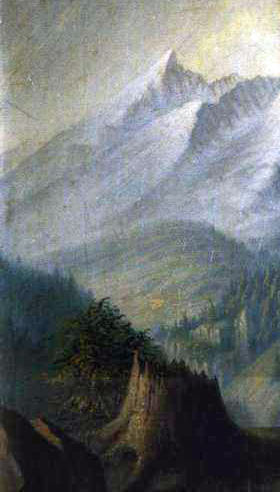
Петер Міхал Богун 1849р.
Обкладинка альбому Krywań, KrywańОбкладинка альбому Krywań, Krywań
Ладіслав Чеміцкій, «Під Криванем» 1979р.Ладіслав Чеміцкій, «Під Криванем» 1979р.
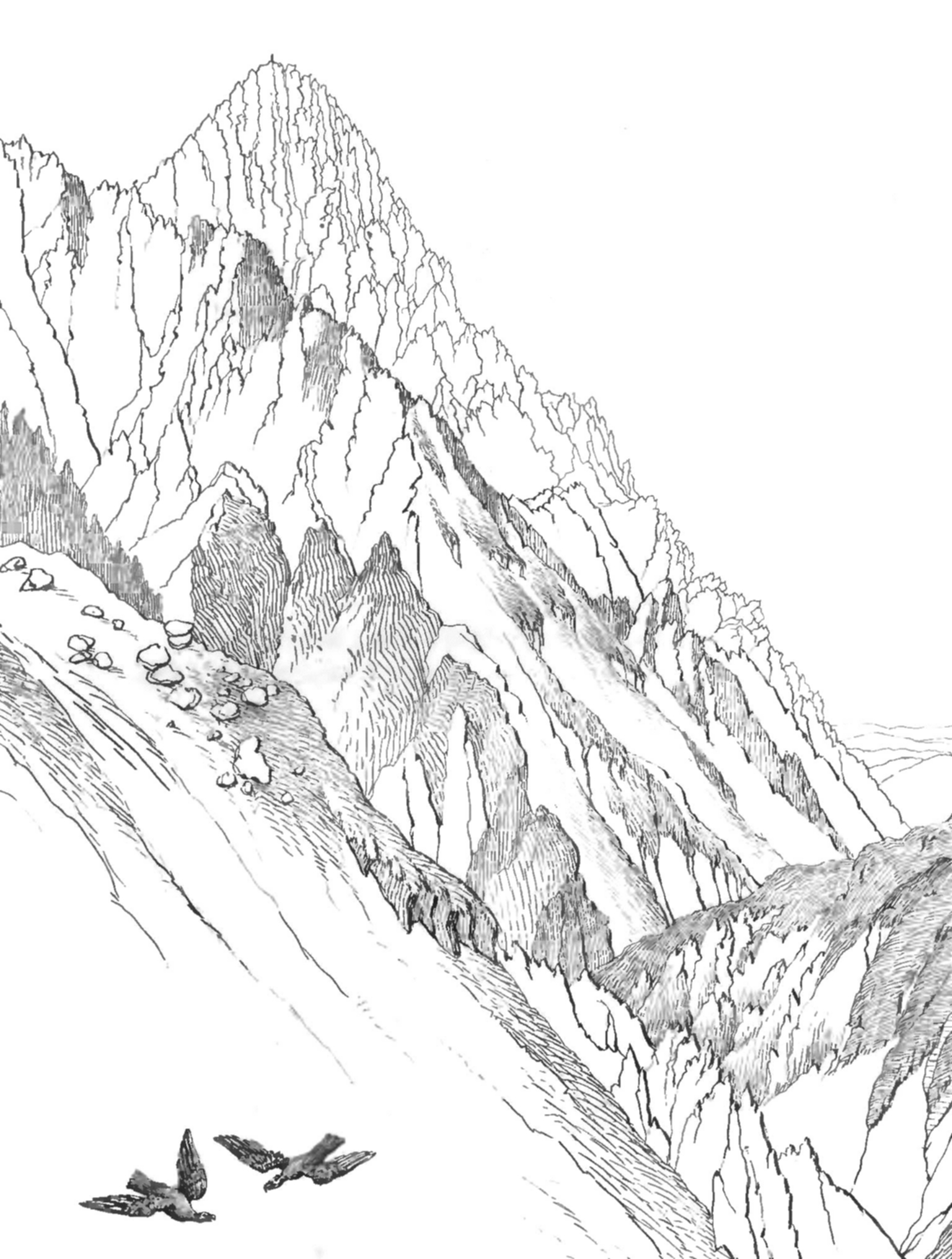
Ілюстрація до книги «Татри в двадцять чотири картини» Мацей Богуш Зигмунт Стенчинський.
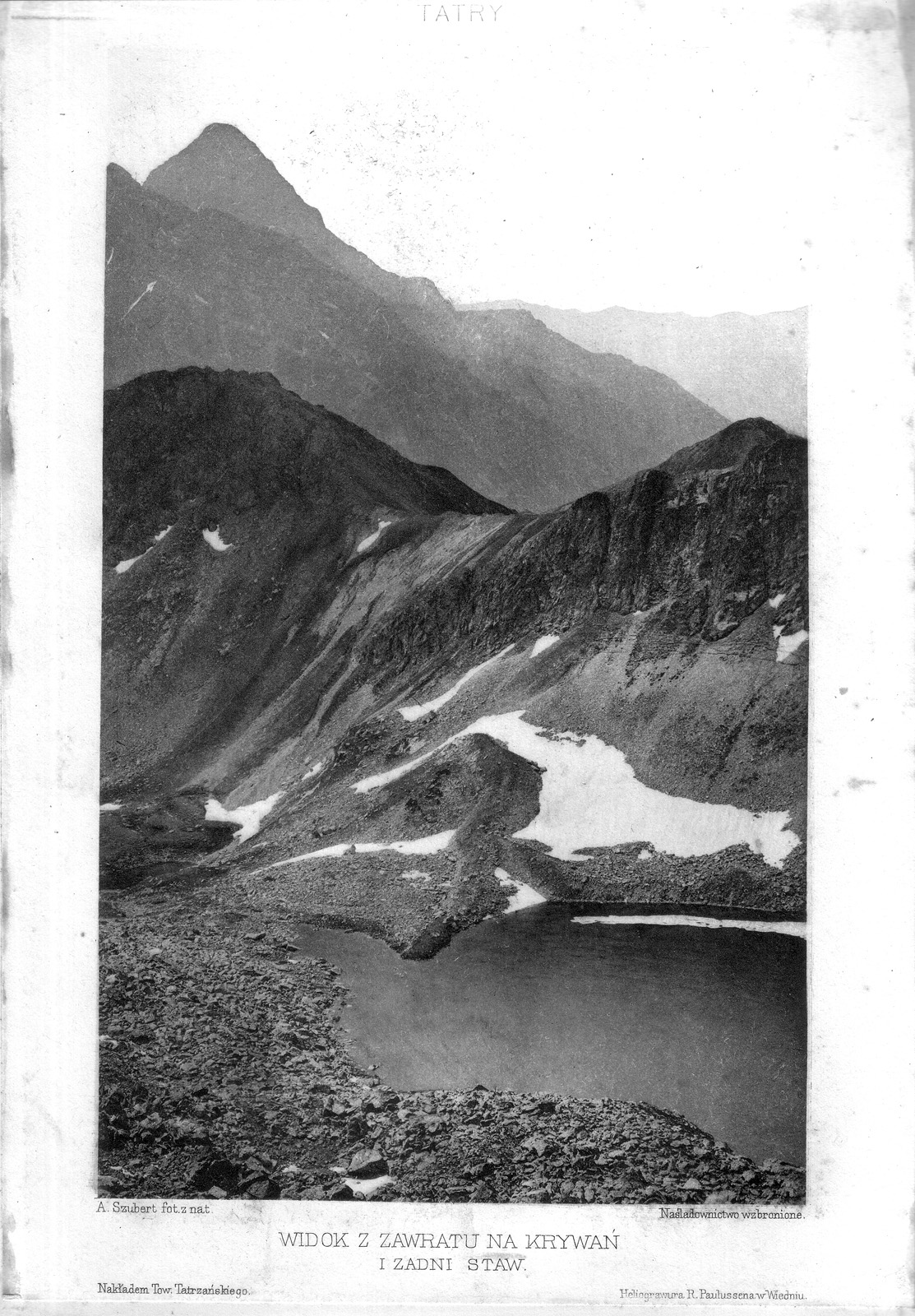
Вид на Кривань фото Авіта Шуберта (приблизно 1900р.)
20 словацьких гелерів

## Туристичні стежки
Час взятий на основі карт Високі Татри Словаччини та Польщі.
 — синій маркер від автобусної зупинки Білий Ваг по Татранській Дорозі Молоді, через перехрестя на Ямське озеро, Павловий Ґжбєт і перехрестя під Криванем на Кривань. Час ходьби по маршруту 5 г, ↓ 3:45 г
  — від Трьох Джерел через лісовий пагорб Ґронік і перехрестя під Криванем на Кривань з південно-західної сторони. Час ходьби по маршруту 4:45 г, ↓ 3:45 г
  — від Штрбського озера (Татранська магістраль) через перехрестя в Долині Фуркотней, перехрестя на Ямське озеро, Павловий Ґжбєт і перехрестя під Криванем на Кривань. Час ходьби по маршруту 5:10 г, ↓ 4 г